# 周振鹤
周振鶴（1941年3月4日—），中國歷史學家，主要研究领域為歷史地理，在文化语言学、近代新闻史和地方志方面也有所研究。现为复旦大学中国历史地理研究所教授，博士生导师，博士后流动站指导教师；任中国行政区划研究会理事，中国地理学会历史地理专业委员会委员等职。

## 生平
1941年3月4日，生於廈門，父亲为小资本家，后被定性为“右派”，中学时就读于厦门第一中学。1958年，录取福建工學院礦冶系採礦專業，由于该学校尚在筹备状态，寄读于廈門大學。1960年2月，福州大學校舍完工，隨工科58、59級學生转入，1963年毕业。毕业后，被分配至在湖南马田煤矿做技术员，在湖南地区各煤矿工作长达十五年。
1978年，恢复招收研究生，周振鹤考入復旦大學攻讀历史地理专业研究生，師從譚其驤。1981年，周振鹤完成了硕士论文《西汉诸侯王国封域变迁考》获得硕士学位，杨向奎评价该论文“已经达到了博士论文的水平，甚至比过去有的博士论文做得还要好”。
1982年，在硕士论文的基础上，周振鹤完成了博士论文《西汉政区地理》，首次提出了“政区地理”这个名词。1983年10月，獲歷史學博士學位，证书编号“83001”，與同门师弟葛劍雄并為中國首批兩名文科博士之一。
毕业后周振鹤留校任教，担任复旦大学历史地理研究中心讲师。1985年9月，升任副教授。1993年5月，升任教授，同年开始招收博士生。2008年，成为复旦大学历史地理研究中心任特聘资深教授。

## 成就

### 学术
周振鹤主要从事历史地理学的研究，并旁及地方行政制度史、文化语言学、近代新闻史以及中外语言接触史、海外交通史和地方志等方面的研究工作。
历史地理学方面，其博士论文《西汉政区地理》，首次提出了“政区地理”这个名词，开始了历史地理学从通史向断代史的转变：在技术史学研究的范畴内，研究从不同朝代间行政区划变化深入到西汉朝代内的政区变迁。而这些变迁背后的原因和道理，算是诠释史学的内涵，大体可以说，从20世纪80年代起，作为断代政区地理研究成果逐渐出现。而后主编的《中国行政区划通史》将这些断代政区地理研究扩展到所有的朝代。其被认为是政区地理研究方面，为谭其骧主编的《中国历史地图集》后最为重要的成果。
在历史人文地理中，周振鹤教授是最早提出中国历史政治地理这一学科分支的。在出版《中国历史政治地理十六讲》之际，周振鹤指出，历史上的中央与地方关系就像钟摆一样。整个国家的治理，很大程度上就是如何处理中央和地方之间的关系；通过政治地理的视角，可以有很多新的发现。周振鹤认为，我们一直没有建构起自己的政治地理学。周振鹤表示，在《西汉政区地理》出版以后，读了一些国外的政治地理学著作，觉得中国历史政治地理可为之处很多。1990年著《体国经野之道》试图从这样的角度展开，用分解的方式研究历史上行政区划的一些要素如幅员、层级、划界的原则；2013年著《中国历史政治地理十六讲》在此基础上扩大了一倍。
文化语言学方面，周振鹤也有所研究，参加研究生考试时，周振鹤与同樣參加考試的游汝杰为上下床，两人因此结识，之后合作写了《古越語地名初探》《從語言學角度看栽培植物史》《人口變遷和語言演化的關係》等许多语言文化方面的文章，并出版了《方言与中国文化》一书。
截至2013年，周振鹤主持完成了国家自然科学基金项目《现代汉语方言岛的历史地理背景》、国家社会科学基金项目《中国历史文化区域研究》及省部级项目多项，并主持国家自然科学基金项目《政治过程、自然环境对行政区划变迁的影响》、国家社会科学基金项目《中国行政区划变迁史研究》及国家教委社科项目《中央与地方关系史研究》的研究工作。

### 教学
周振鹤先后开设了《历史政治地理学》、《历史文化地理学》、《历史人文地理学》和《历史地理研究法》等课程，并指导历史政治地理和历史文化地理两个方向的博士生。截至2008年，周振鹤已经培养了30名博士生。

### 藏书
周振鹤热爱藏书，有专门的房子用于存放书籍，是上海著名藏书家，自称其收藏几乎均为“藏书家不重、目录学不讲、图书馆不收”之书。2018年，周振鹤出版了文集《藏书不乐》，其中文章多与藏书相关。

## 家庭
周振鹤父亲为无锡人，母亲为厦门人，妻子为长沙人，周振鹤因而会讲三种方言。周振鹤有子女，并以古籍中地名取名，但仍不免重名。

## 著作
周振鹤发表各类著作较多，下面列出其主要著作。

### 主编
- 《中国行政区划通史》（2017年，上海：复旦大学出版社，第2版）

### 专著
- 《西漢政區地理》（1987年，北京：人民出版社）
- 《體國經野之道》（1990年，香港：中华书局）
- 《隨無涯之旅》（1996年，北京：三联书店）
- 《逸言殊語》（1998年，杭州：浙江摄影出版社）
- 《中華文化通志·地方行政制度志》（1999年，上海：上海人民出版社）
- 《中国历史政治地理十六讲》（2013年，北京：中华书局）

### 合著
- 《方言與中國文化》（1986年，上海：上海人民出版社）
- 《中国历史文化区域研究》（1997年，上海：复旦大学出版社）

### 编校
- 《王士性地理書三種》（1993年，上海：上海古籍出版社）
- 《上海歷史地圖集》（1999年，上海：上海地图出版社）

### 文集
- 《周振鶴自選集》（1999年，桂林：广西师范大学出版社）
- 《學臘一十九》（1999年，济南：山东教育出版社）